# イチハラヒロコ
イチハラ ヒロコ（1963年 - ）は、日本の現代美術アーティスト。京都芸術短期大学ヴィジュアルデザインコース専攻科修了。

## 来歴
1991年の個展「この人ゴミをかきわけて、はやく来やがれ、王子さま。」（HBギャラリー、東京）以来、日常感覚とユーモアに満ちた言葉による、文字だけの作品（タイポグラフィ・アート）を制作している。作品には主に写植、モリサワのゴシックMB101を用いる。その作風のため、現代詩やキャッチコピーの分野で参照されることもある。
世界各国では、「万引きするで。」と書かれた紙バッグを商店の客に配るプロジェクトなどが有名。
2017年1月現在、大阪府松原市の布忍神社、熊本県熊本市中央区の山崎菅原神社、愛知県清須市の清洲山王宮日吉神社、兵庫県神戸市灘区の六甲八幡神社、神奈川県鎌倉市の鎌倉画廊でイチハラヒロコ恋みくじを引くことが出来る。

## 個展
- 2015年 『しあわせか幸せでないかでいうと、しあわせ。』 鎌倉画廊
- 2012年 『それでもあなたを愛したい。』 鎌倉画廊
- 2010年 『イチハラヒロコ展　プレイルーム。イチハラヒロコ・箭内新一』高知県立美術館
- 2010年 『デビューがピーク。』 高知・graffiti
- 2009年 『王子さまが来てくれたのよ、世界でいちばんしあわせよ。』 鎌倉画廊
- 2006年 『愛と笑いの日々。』 鎌倉画廊
- 2005年 『愛と孤独、そして笑い』 東京都現代美術館
- 1995年 『悪いけどこの恋はにがさん。』 吉祥寺パルコ,東京
- 1994年 『イチハラヒロコのラブラブメッセージ』 福岡ソラリアプラザ・ゼファ『私のことは、彼にきいて。』 茨城水戸芸術館
- 1993年 『スパイラルで、やるらしいで。ほ、ほんまか。』 東京スパイラル
- 1991年 『この人ゴミを押しわけて、はやく来やがれ、王子さま。』東京HBギャラリー